# Sokorópátka
Sokorópátka è un comune di 1 057 abitanti situato nella contea di Győr-Moson-Sopron, nell'Ungheria nordoccidentale.